# NGC 6125
NGC 6125 (NGC 6127, NGC 6128) é uma galáxia elíptica (E) localizada na direcção da constelação de Draco. Possui uma declinação de +57° 59' 05" e uma ascensão recta de 16 horas, 19 minutos e 11,2 segundos.
A galáxia NGC 6125 foi descoberta em 24 de Abril de 1789 por William Herschel.